# Tati Gabrielle
Tati Gabrielle, pseudonimo di Tatiana Gabrielle Hobson (San Francisco, 25 gennaio 1996), è un'attrice statunitense, nota principalmente per aver interpretato il ruolo di Gaia nella serie The 100 e quello di Prudence nella serie Le terrificanti avventure di Sabrina, oltre che ad aver interpretato Jo Braddock nel film Uncharted (2022).

## Biografia
Tati è nata il 25 gennaio 1996 a San Francisco, in California.
All'età di tre anni, Tati ha iniziato a fare la modella e a cinque anni è diventata modella per grandi magazzini come Macy's e Nordstrom.
Nella scuola media, Tati fu accettata nel programma teatrale della Oakland School for the Arts. Durante il suo periodo all'OSA, Tati ha interpretato e diretto diverse produzioni e in seguito ha ricevuto numerosi premi per vari festival teatrali tra cui l'Edinburgh Festival Fringe in Scozia. Dopo il liceo, Tati si è trasferita ad Atlanta, in Georgia, dove ha frequentato lo Spelman College.

## Carriera
Nel 2017 ha ottenuto il suo primo ruolo ricorrente come Gaia nella serie televisiva di The CW The 100. Quello stesso anno, è stata protagonista di un episodio intitolato "Bob" della serie televisiva di Hulu Dimension 404, in cui interpretava la sorella di Amanda. Tati ha anche doppiato Addie nel film del 2017 Emoji - Accendi le emozioni.
Nel marzo 2018 è stata scelta per il ruolo di Prudence nella serie di Netflix, Le terrificanti avventure di Sabrina. Nel 2022 dà il volto alla spietata mercenaria di tesori Jo Braddock nel film Uncharted, diretto da Ruben Fleischer, al fianco di Tom Holland, Mark Wahlberg e Antonio Banderas.
Nel 2025 interpreta Nora Harris nella seconda stagione della serie di HBO The Last of Us.

## Filmografia

### Attrice

#### Cinema
- Uncharted, regia di Ruben Fleischer (2022)
- Mortal Kombat II, regia di Simon McQuoid (2025) – Jade

#### Televisione
- Just Jenna, regia di Evan Romoff – film TV (2016)
- K.C. Agente Segreto (K.C. Undercover) – serie TV, episodio 2×14 (2016)
- I Thunderman (The Thundermans) – serie TV, episodio 3×23 (2016)
- Dimension 404 – serie TV, episodio 1×05 (2017)
- The 100 – serie TV, 29 episodi (2017-2020)
- Freakish – serie TV, 4 episodi (2017)
- Le terrificanti avventure di Sabrina (Chilling Adventures of Sabrina) – serie TV, 36 episodi (2018-2020)
- You – serie TV, 15 episodi (2021-2023)
- Caleidoscopio (Kaleidoscope), regia di Everardo Gout, Robert Townsend, Mairzee Almas e Russell Fine – miniserie TV (2023)
- The Last of Us – serie TV, episodi 2x01-2x02-2x05 (2025)

#### Cortometraggi
- To Stay the Sword, regia di Torrance Lewis Jr. (2014)
- Tatterdemalion, regia di Sean Albert (2015)

### Doppiatrice

#### Cinema
- Emoji - Accendi le emozioni (The Emoji Movie), regia di Tony Leondis (2017) – Addie McCallister
- Batman: The Doom That Came to Gotham, regia di Christopher Berkeley e Sam Liu (2023) – Kai Li Cain

#### Televisione
- Tarantula – serie TV, 4 episodi (2017)
- The Owl House - Aspirante strega (The Owl House) – serie TV, 25 episodi (2020-2023) – Willow

## Doppiatrici italiane
Nelle versioni in italiano delle opere in cui ha recitato, Tati Gabrielle è stata doppiata da:
- Giulia Tarquini ne Le terrificanti avventure di Sabrina (st. 3-4), You
- Giulia Franceschetti in Caleidoscopio, The Last of Us
- Mattea Serpelloni in K.C. Agente Segreto
- Letizia Ciampa in The 100
- Eva Padoan in Uncharted
- Francesca Tardio ne Le terrificanti avventure di Sabrina (st 1-2)

Da doppiatrice è stata sostituita da:
- Marta Filippi in Aspirante strega